# 蒙科
蒙科（法語：Moncaup，法語發音：[mɔ̃ko]）是法国大西洋比利牛斯省的一个市镇，属于波城区。

## 地理
蒙科（43°29'3"N, 0°3'29"W）面积11.35 平方千米，位于法国新阿基坦大区大西洋比利牛斯省，该省份为法国东南部省份，涵盖了贝阿恩与北巴斯克，西临大西洋比斯開灣，北至朗德省，东北接热尔省，东临上比利牛斯省，南与西班牙接壤。
与蒙科接壤的市镇（或旧市镇、城区）包括：拉伊特图皮耶尔、拉斯卡泽尔、松布兰、维杜兹、巴西永-沃泽、科贝尔-阿贝尔、蒙珀扎、塞梅阿克-布拉雄。

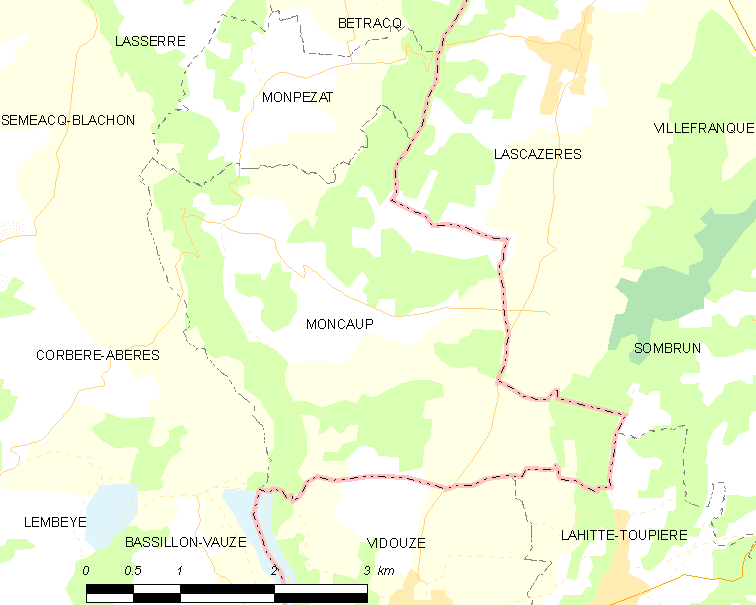
蒙科的OSM定位图

蒙科的时区为UTC+01:00、UTC+02:00（夏令时）。

## 行政
蒙科的邮政编码为64350，INSEE市镇编码为64390。

## 政治
蒙科所属的省级选区为吕伊河土地和维克比伊山坡县。

## 人口

1962-2008年间蒙科人口变化图示

蒙科于2022年1月1日时的人口数量为154人。